# فراونکیرخن
فراونکیرخن (به آلمانی: Frauenkirchen) یک شهر و شهرک با حقوق شهرک و روستای سابق در اتریش است که در Neusiedl am See District واقع شده‌است.

## خصوصیات
فراونکیرخن ۲٬۸۴۵ نفر جمعیت دارد.